# Liste der Kulturdenkmäler in Mörsfeld
In der Liste der Kulturdenkmäler in Mörsfeld sind alle Kulturdenkmäler der rheinland-pfälzischen Ortsgemeinde Mörsfeld aufgeführt. Grundlage ist die Denkmalliste des Landes Rheinland-Pfalz (Stand: 27. November 2018).

## Einzeldenkmäler
| Bezeichnung                    | Lage                           | Baujahr                           | Beschreibung | Bild            |
| ------------------------------ | ------------------------------ | --------------------------------- | --- | --------------- |
| Hofanlage                      | Bad Kreuznacher Straße 4 Lage  | erste Hälfte des 18. Jahrhunderts | barockes Wohnhaus, teilweise Fachwerk, erste Hälfte des 18. Jahrhunderts, Umbau bezeichnet 1878; Scheune, bezeichnet 1731                                                                                                   | BW              |
| Hofanlage                      | Bad Kreuznacher Straße 11 Lage | 19. Jahrhundert                   | Dreiseithof, 19. Jahrhundert; nachbarocker Krüppelwalmdachbau, teilweise Fachwerk, bezeichnet 1818; Scheune, Schuppen mit ehemaligem Tanzsaal, teilweise Fachwerk, erste Hälfte des 19. Jahrhunderts, Stall bezeichnet 1880 | BW              |
| Schulhaus                      | Bad Kreuznacher Straße 19 Lage | um 1840                           | ehemalige Simultanschule, um 1840, mit Schulhöfen und dazugehörigen Nebengebäuden | BW              |
| Katholische Kirche St. Michael | Friedhofstraße 1 Lage          | 1910                              | Saalbau in barockisierendem Heimatstil, 1910, Architekt Wilhelm Schulte I., Neustadt an der Weinstraße; weitgehend erhaltene Ausstattung; ortsbildprägend                                                                   | BW              |
| Protestantische Kirche         | Hauptstraße 24 Lage            | 1749                              | Saalbau 1749, Westturm 1888/89 mit Turmuhr von 2011; mit Ausstattung, Engers-Orgel von 1840; ortsbildprägend | Fotos hochladen |